# Nueva Concepción
Nueva Concepción es un distrito del departamento de Chalatenango, situado al norte de la región central de El Salvador. Su población es de 27 209 habitantes según el censo oficial de 2024, ocupando el segundo lugar en el departamento por número de habitantes. Se encuentra ubicado a una distancia de 47,8 kilómetros del distrito de Chalatenango y a 70 kilómetros del distrito de San Salvador, capital de la República. Posee una extensión territorial de 257.49 km2, convirtiéndolo en el distrito con la mayor superficie del departamento de Chalatenango.
| Censo | Población | Cambio | Porcentaje |
| ----- | --------- | ------ | ---------- |
| 2007  | 28 625    | N/D    | N/D        |
| 2024  | 27 209    | -1 416 | -5.0%      |

## Historia
Época prehispánica
La población fue fundada y habitada por indios chortís (mayas) desde siglos muy anteriores a la llegada de los españoles y su jurisdicción quedó incluida en el misterioso país oriental, situado cerca del Güija, llamado Huehuetlapallan, Hueytlató o Primitiva Tula en las antiguas crónicas indígenas. A partir de la segunda mitad del siglo XI formó parte del reino de Payaquí fundado por el anciano monarca Topilzín Acxitl, con base en la población chortí (maya) preestablecida y la población tolteca (nahua) emigrante. El nombre chortí de esta antiquísima comunidad humana no ha llegado hasta nosotros; pero sí la denominación que le dieron los indios yaquis o pipiles (toltecas): Chicunhuexo. Chicunhuexo, en idioma náhuat, quiere decir: «Los Siete Sauces Llorones», pues proviene del toponímico de las raíces chicun, siete, y huexo, uscoy, sauce llorón. El arzobispo don Pedro Cortés y Larraz lo menciona en 1770 con el nombre de Chincunquetzal, que en idioma náhuat significa «Los siete Quetzales», de chicun, siete; y quetzal, nombre de un ave sagrada centroamericana de bellísimo plumaje verde resplandeciente.

#### Época virreinal
En 1550 Chicunhuexo tenía unos 250 habitantes que hablaban el idioma chortí o apayac. Según el alcalde mayor de San Salvador don Manuel de Gálvez Corral, San Pedro Chicunhuexo contaba en 1740 con tan sólo 5 indios tributarios o jefes de familia, es decir, con unos 25 habitantes. En 1770, época de la visita pastoral de monseñor Pedro Cortés y Larraz, el pueblo de Chicunquetzal (Chicunhuexo) pertenecía al curato de Texistepeque y su población era de 235 personas repartidas en 47 familias. Con motivo de que el pueblo de San Pedro Chicunquetzal no podía ser administrado por este Cura -dice Cortés y Larraz-, sin el perjuicio de morir muchos sin Sacramentos por no poderse cruzar el río Lempa mucha parte del año y otros (motivos) que necesariamente han de padecer sus vecinos para poder asistir a misa y conducir sus criaturas para que sean bautizadas, lo separé de esta administración y lo agregué a la parroquia de Tejutla, de cuya cabecera dista cinco leguas, sin el referido embarazo (del paso del río Lempa), aunque no sin el de otro río bastante caudaloso que es el Soyate. Ingresó en 1786 en el partido de Tejutla. En 1807, según el corregidor intendente don Antonio Gutiérrez y Ulloa, el pueblo de Chicunhuexo era comunidad de indios y algunos ladinos dedicados a la siembra de maíz en corta cantidad y caña dulce.

#### Época republicana
Perteneció de 1824 (12 de junio) a 1833 (13 de mayo) al departamento de San Salvador; del 13 de mayo al 21 de octubre de 1833 al departamento de Tejutla; de 1833 (21 de octubre) a 1835 (22 de mayo) al departamento de San Salvador; de 1835 (22 de mayo) a 1855 (14 de febrero) al departamento de Cuscatlán, y a partir de esta fecha al departamento de Chalatenango. En 1851 se estableció la «Feria del Primer Domingo del Año» que, con posterioridad, fue transferida al 2 de febrero. Diezmada la población por el cólera morbus en noviembre y diciembre de 1857, los vecinos de Chicunhuexo se pusieron bajo la protección de la Purísima Concepción. Exterminada la epidemia, con los auxilios de brigadas de médicos y enfermeros voluntarios enviados por el gobierno a la zona afectada, se consideró este hecho natural y lógico como un milagro, y los piadosos vecinos de Chicunhuexo dispusieron cambiar el nombre autóctono a su población por el de Nueva Concepción. En 1890 tenía 3,740 habitantes.

## Hechos relevantes

##### Título de villa y ciudad
Durante la administración del general Carlos Ezeta y por Decreto Legislativo del 10 de abril de 1894, se incorporaron en la jurisdicción del pueblo de Nueva Concepción los valles de Matazano, Apanta y Guachipilín (hoy Santa Rosa Guachipilín), que se segregaron del municipio de Metapán; pero tal disposición fue derogada años más tarde. Siendo Presidente de la República el general don Fernando Figueroa, la Asamblea Nacional Legislativa otorgó el título de villa al pueblo de Nueva Concepción, por decreto del 13 de marzo de 1907. Por Ley de 12 de mayo de 1921, emitida por la Asamblea Nacional Legislativa durante la administración de don Jorge Meléndez, se otorgó el título de ciudad a la villa de Nueva Concepción.
El Temporalón
En el año de 1932, ocurre una tragedia natural, conocida en la memoria histórica de los pobladores como "El Temporalón", este evento natural llenó las quebradas del río Mojaflores y se desbordó, pasando por el centro de la ciudad, llevándose lo que encontró a su paso, entre ellos el edificio de la Alcaldía Municipal, perdiéndose documentos valiosos que contenían antecedentes de la localidad. 
El milagro del centavo
La primera piedra del templo de la Inmaculada Concepción se colocó el 13 de enero de 1966 y fue terminado en 1999, su dedicación y consagración fue presidida por Monseñor Eduardo Alas, obispo de la diócesis, el 21 de junio de 2001, que coincidía con la fecha de la ordenación del padre Carlos. 
Construcción del mercado municipal
En el año de 1972 se inaugura el primer mercado municipal. 
Fundación de la Casa de la Cultura
En el año de 1976 es fundada la Casa de la Cultura. 
Fundación del Instituto Nacional de Nueva Concepción
El 15 de abril de 1980 se funda el Instituto Nacional de Nueva Concepción, siendo su director el profesor José Figueroa, la institución en un principio  inicio sus labores en casas privadas, posteriormente el señor Arturo Gutiérrez donó el terreno para su construcción, la cual se llevaría a cabo durante el gobierno del Ing. José Napoleón Duarte. 

## Geografía
Está limitado al norte por los distritos de Metapán y Agua Caliente, al noreste y este por Agua Caliente, al sureste por El Paisnal y Agua Caliente; al sur por San Pablo Tacachico y Coatepeque, al suroeste por Santa Ana, al oeste por Texistepeque y Santa Ana, al noroeste por Masahuat y Santa Rosa Guachipilín.

### Hidrografía
El municipio posee un clima cálido, y es regado por los ríos Metayate, Lempa, El Salitre, Jayuca, San Nicolás Gualchayo, Mojaflores y El Paterno.  

### Orografía
Sus elevaciones orográficas más notables son los cerros El Peñón, El Pelón, Corral, Falso, La Pepesca, El Colorado, Santiago, Mosquito y Romero. La elevación promedio es de 325 metros sobre el nivel del mar.

## Demografía
Nueva Concepción es el segundo distrito más poblado del departamento de Chalatenango. El distrito tiene una población de 27 209 habitantes en el año 2024, según el censo salvadoreño de 2024. Esto le da una densidad de 105,67 habitantes por  kilómetro cuadrado.
Características de la población
De la población total del distrito, el 32.7 % es población urbana, dando un total de 8,890 viviendo en el área urbana del distrito, y 67.3 % es población rural, un total de 18,319 viviendo en la zonas rurales del distrito.
Sexo
Según sexo, el 53.26 % de la población son mujeres, un total de 14,491. Mientras que el 46.74 % son hombres, un total de 12,718.
Etnia
El censo salvadoreño de 2024 encontró que el 0.36% de la población, o un total de 98 personas en el distrito de Nueva Concepción se identifican como indígena. De estos, 33 se identifican como náhuat, 23 chortí, 17 Lencas, 14 no sabe o no responde, 8 pertenecen a otros grupos indígenas,  2 kakawira y 1 pocomames.
Además, el censo salvadoreño de 2024 contó a 91 personas en el distrito que se identifican como afrosalvadoreños. Representando el 0.33% de la población total.
Migración
En el distrito hay un total de 249 personas nacidas en el extranjero, es decir, son migrantes, representando el 0.92% de la población del distrito. 
Mientras que 725 personas que vivían en el distrito en mayo de 2019, se habían mudado a otro distrito cuando el censo se realizó. De estos, 50 se habrían mudado a San Salvador, 45 a Tejutla, 29 a Soyapango y 28 a El Paisnal. Mientras el resto, a distintos distritos por todo el país.
Por otro lado, un total de 6,480 personas reportaron haber nacido en el distrito de Nueva Concepción, pero que actualmente habrían migrado a otro distrito. 465 habrían migrado a Santa Ana, 448 a San Salvador, 388 a Soyapango, 281 a Apopa y 281 a El Paisnal. El resto a distintos distritos por todo el país.
Un total de 1,828 personas del distrito de Nueva Concepción habrían migrado en los últimos 10 años hacia el extranjero, principalmente jóvenes entre 25 y 29 años. De estos, 1,794 habrían migrado a Estados Unidos, 8 a otros países no especificados, 6 a México, 6 a España, 4 a Canadá y 3 a Belice . Además, un 47.8% de los hogares del distrito, un total de 4,207 reportaron haber recibido remesas en los últimos 12 meses.
Idiomas y Educación
El idioma hablado en el distrito es el español. Sin embargo, 702 habitantes o el 2.58% de la población del distrito, habla un segundo idioma. De estos, 690 personas hablan inglés como segundo idioma,  9 otro idioma, 6 italiano, 4 hablan francés y 2 español (extranjeros que hablan español como segundo idioma).
En lo que se refiere a la alfabetización, un total de 3,748 son analfabetos, es decir, no saben leer ni escribir, el 16.19% de la población de 10 años o mayor del distrito. Se muestra además una disparidad entre hombres y mujeres, ya que 2,046 mujeres no saben leer o escribir, mientras que bajo esa misma categoría se encuentran 1,702 hombres.
El grado de escolaridad promedio, es decir, el número de años que en promedio, la población de 10 años o más ha aprobado en el sistema educativo, en el distrito de Nueva Concepción es de 6.2 años. Esto es menor que el promedio del departamento de Chalatenango que se encuentra en 6.8 años, y menor que el promedio nacional de 8.0 años.
Además, la población de 3 años o más tiene los siguientes niveles de educación, basado en el último nivel educativo aprobado: el 0.1% de la población del distrito tiene un posgrado, 3.9% tiene educación superior universitaria, 0.8% tiene educación técnica universitaria, 0.3% educación técnica, 15.3% bachillerato, 18.7% séptimo a noveno grado, 35.7% primero a sexto grado, 0.9% educación especial, 3.9% educación parvularia, 1.3% educación inicial y 19% ninguna.

## División administrativa
Nueva Concepción está conformado por los siguientes cantones: Santa Rita Cimarrón, Potenciana, El Zapote, Sunapa, Laguna Seca, Potrero Sula, Las Tablas, El Gavilán, Santa Rosa y Chilamates.

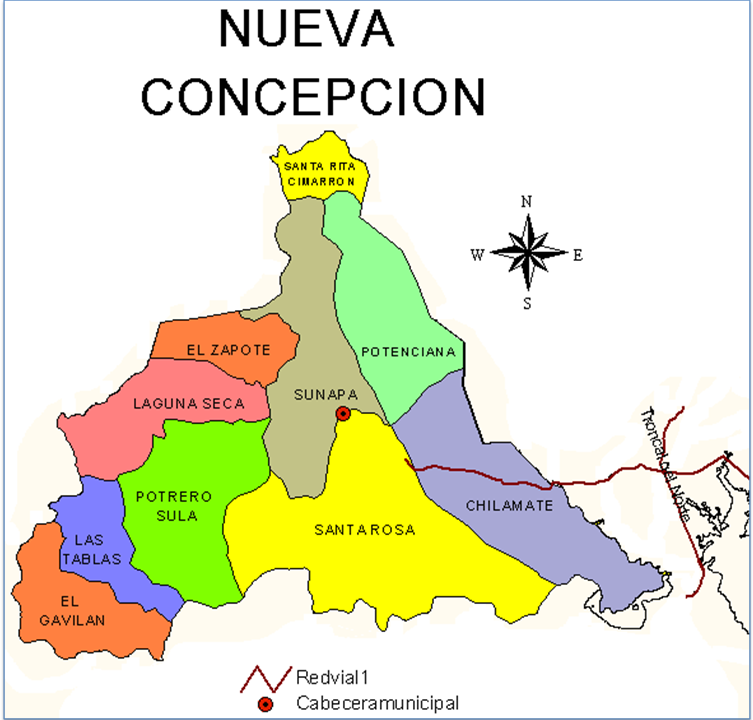
División territorial del municipio de Nueva Concepción.

La distribución de los principales asentamientos rurales, incluyendo todos los núcleos cantonales, es la siguiente: en la parte Sur de la planicie, en las proximidades del río Lempa, se sitúan los núcleos cantonales de Santa Rosa y Chilamates y una serie de caseríos significativos: El Astillero, Las Mercedes, Las Trancas, Hacienda Santa Elena, San Francisco y Arracaos; este último situado sobre la carretera Longitudinal del Norte en dirección al desvío de Amayo. El Distrito de Riego de Atiocoyo Norte se extiende sobre esta zona.
La zona interior de la planicie está presidida directamente por la ciudad de Nueva Concepción. Aguas arriba de la ciudad de Nueva Concepción, en los puntos donde los ríos Mojaflores, Gualchayo y San Nicolás salen de la montaña y penetran en el gran valle, están los núcleos cantonales de El Zapote, Sunapa y Potenciana.
En la zona montañosa al poniente de la ciudad hay cuatro cantones, entre el río Mojaflores y el cerro Pacho se encuentra el núcleo del cantón Laguna Seca; más al sur, entre el cerro Pacho y el cerro Las Visiones se abre paso la carretera a Texistepeque, dando acceso al importante núcleo del cantón Potrero Sula, a continuación se encuentra el caserío Pañanalapa, junto al río y al área natural protegida que comparten este mismo nombre; la misma ruta a Texistepeque tiene un desvío hacia el sur-poniente que da acceso a los dos cantones del recodo del río Lempa: Las Tablas y El Gavilán. En los relieves de esta misma zona singular del cambio de dirección del gran río se encuentran dos áreas naturales de hecho: La Gloria y Las Visiones, que deben establecerse y protegerse como tales.
El cantón Santa Rita Cimarrón está en las montañas del extremo norte del distrito y carece de acceso para vehículos motorizados. 

## Economía
De acuerdo al censo económico de 2005, en Nueva Concepción habían 801 establecimientos; de los cuales, el sector comercio tenía 507 establecimientos; el sector servicios tenía 145 establecimientos; la industria tenía 93 establecimientos, el sector transporte eran 55 establecimientos y había una empresa de electricidad. El distrito de Nueva Concepción produce un estimado de 70,000 botellas de leche por día. Tiene 70 productores clasificados como grandes productores de leche, que poseen unidades de producción arriba de las 50 cabezas de ganado y 150 productores clasificados como pequeños con menos de 50 cabezas de ganado.
Los sectores Agrícola y Comercio son los predominantes en la generación de ocupación, con cifras de 5,633 y 2,347 respectivamente, equivalentes al 52.8% y 22.01%; los sectores que les siguen en generación de empleo y ocupación son industria manufacturera con un 569 personas 5.34%; servicio doméstico 490 y 4.59%; construcción 389 y 3.65%; servicios de salud 379 y 3.55%; y los servicios de intermediación financiera inmobiliaria 349 3.27% el resto 4.79% corresponden a energía eléctrica, transporte, administración pública y servicios de enseñanza.
En el distrito de Nueva Concepción encontramos la casa matriz y sucursales de empresas de diferentes rubros dentro de la economía, entre las que destacan: Caja de Crédito de Nueva Concepción,  ACACYPAC de R.L., Grupo Maná, S.A. de C.V. (Pan Lilian), Agroindustriales San José, Monte Moreno, Hospital Santa Fe, APANC de R.L., Acopidecha de R.L., Huevos Catalana, Nueva TV Canal 9, Banco Hipotecario, Banco de Fomento  Agropecuario, entre otras. 
Las actividades económicas agrupadas por sector se muestran a continuación:
Industria: elaboración de alimentos (pasteles y pan), confección de prendas de vestir, elaboración de concentrados para animales; carpinterías, elaboración de piñatas; portones, puertas, marcos de puertas y ventanas de hierro, acero y aluminio etc., productos de cemento o concreto; tejas de barro; procesamiento de productos lácteos y envasado de miel de abeja.
Servicios: agencias de viajes y encomiendas; oficinas jurídica y contables; bancos y entidades de ahorro y crédito; billares y cervecerías; clínicas médicas, clínicas odontológicas, laboratorios de análisis clínicos; establecimientos alimentarios (cafeterías, comedores, restaurantes, pupuserías, panaderías artesanales); servicios de telefonía; cementerios y funerarias; escuela de cosmetología, escuelas de manejo, escuela de artes marciales, estudios fotográficos, gimnasios, hoteles y moteles, servicio de televisión por cable e internet, barberías, salones de belleza y otros de cuido personal, talleres de mecánica automotriz, electrónica y electricidad, alquiler de vehículos, reparación y venta de neumáticos.
Comercio: abarroterías, agroservicios, bazares, farmacias, venta de helados, tiendas de conveniencia, supermercados y tiendas de mayoreo, jugueterías, ferreterías, librerías y papelerías, gasolineras, venta de lubricantes y repuestos para vehículos, zapaterías, distribución de gas propano, distribución de agua embotellada, venta cereales y granos básicos, venta de electrodomésticos, productos lácteos, artesanías, ropa, neumáticos, verduras y hortalizas e implementos deportivos.
Agrícola: Nueva Concepción reúne el perfil de un distrito de base económica agropecuaria. El cultivo de la tierra y la cría de ganado son las ocupaciones tradicionales, así como las principales fuentes de empleo e ingresos para miles de unidades familiares. En términos proporcionales, una de cada dos personas en edad de trabajar se ocupaba, en el año 2004, en actividades de producción o transformación vinculadas directamente al agro.
Dentro de las actividades económicas primarias que se desarrollan en Nueva Concepción destacan la producción de granos básicos, frutas (guayaba taiwanesa, papaya), cultivo de caña de azúcar y producción de miel de abeja. Por otra parte, existe la crianza de ganado vacuno y lechero, tilapia, cerdos y aves de corral. Cabe señalar que las actividades económicas agrícolas predominan en el área rural, destacando los cultivos que se realizan en el Distrito de Riego Atiocoyo 2.
De acuerdo al IV Censo Agropecuario 2007-2008, el distrito de Nueva Concepción registra un total de 3340 productores, de los cuales, 656 son productores comerciales y 2683 son pequeños productores. Además, se identifican 2,459 viviendas o áreas con producción sólo de patio (esta producción es destinada al autoconsumo del hogar y/o venta incidental. Comprende la siembra de hortalizas, recolección de frutas, crianza de aves de corral, y especies menores en pequeñas cantidades para lo cual no es necesaria la utilización de instalaciones físicas). La mayor parte de la producción agropecuaria del distrito es generada por pequeños productores y producción de patio”.

## Infraestructura vial y transporte
La trama de carreteras del distrito tiene estructura radial con centro en la ciudad de Nueva Concepción, de la que derivan cinco carreteras principales: hacia el oriente la carretera Longitudinal del Norte en dirección al desvío de Amayo y Chalatenango; desde el desvío de Amayo, la carretera Troncal del Norte lleva a San Salvador; las otras cuatro carreteras principales que salen de la ciudad son las carreteras a Agua Caliente, a Metapán (tramo nuevo de la carretera Longitudinal del Norte), a Texistepeque (con conexión a Santa Ana), y a San Pablo Tacachico y San Juan Opico. Para llegar a Nueva Concepción desde la capital, puede dirigirse por la carretera Troncal del Norte, desviándose por el desvío de Amayo en Tejutla y luego incorporándose a la carretera Longitudinal del Norte, ambas carreteras se encuentran en muy buen estado. También se puede acceder desde el departamento de La Libertad, a través del puente El Progreso sobre el río Lempa, límite natural entre el distrito de San Pablo Tacachico y Nueva Concepción. Una tercera opción es si se viene del occidente del país, en este caso se toma la carretera Longitudinal del Norte desde el distrito de Metapán en el departamento de Santa Ana.

### Transporte
Las rutas de buses que prestan su servicio son las siguientes: ruta 141 brinda el servicio entre Nueva Concepción y la ciudad de San Salvador, ruta 489 desde Nueva Concepción hasta la cabecera departamental de Chalatenango y ruta 617 desde Nueva Concepción  hasta el distrito de Santa Rosa Guachipilín en el departamento de Santa Ana. Existen otro número de rutas que brindan el servicio de transporte entre la cabecera municipal y los cantones, estas rutas son las siguientes: ruta 489- A1 cantón El Bado- Nueva Concepción; ruta 489 cantón Potrero Sula - Nueva Concepción; ruta 619 cantón Santa Rosa- Nueva Concepción; ruta 616 Nueva Concepción - cantón Sunapa - El Matazano; ruta 632 cantón Laguna Seca - Nueva Concepción; ruta 633 cantón Santa Rita Cimarrón - Nueva Concepción y ruta 635 cantón Chilamates - Nueva Concepción.

## Comunicaciones
El canal de televisión local, Nueva TV Canal 9, cuyo lema es "Somos tan chalatecos como vos" , transmite su señal únicamente a través del servicio de cable. También funcionan dos estaciones de radio: Que Bonita en la frecuencia 105.3 FM de propiedad privada, y Nueva Generación en el 98.1 FM de propiedad municipal. 

## Educación
El distrito de Nueva Concepción cuenta con 49 centros educativos oficiales, y dos centros educativos privados. En el área urbana se encuentra la Escuela de Educación Parvularia "Nueva Concepción", el Centro Escolar "Barrio El Centro", Centro Escolar "Colonia Las Brisas", Centro Escolar "Miguel Elías Guillén" y el Instituto Nacional de Nueva Concepción, todos centros educativos oficiales; en cuanto a los centros educativos privados tenemos el Centro Cultural Nueva Concepción y el Colegio "Alexander Campbell".

## Cultura
En lo referente al ámbito cultural, funciona una Casa de La Cultura,  dependencia del Ministerio de Cultura y el Centro Cultural y de Las Artes "Monseñor Oscar Arnulfo Romero", entidad privada sin fines de lucro. 
En el centro de la ciudad se ubican algunas edificaciones emblemáticas o de valor histórico y cultural, entre las cuales tenemos: el edificio de la Alcaldía Municipal, el parque “Francisco Amaya Garay”,  los portales de la ciudad, la iglesia Inmaculada Concepción la cual posee bellos vitrales y una bonita historia; el local en donde antaño funciono el cine Lempa, uno de los dos únicos cines del departamento de Chalatenango (el otro era el cine Cayaguanca hoy Teatro  Cayaguanca, en la cabecera departamental). 

### Fiestas patronales
Nueva Concepción celebra sus fiestas patronales del 30 de noviembre al 8 de diciembre en honor a la Inmaculada Concepción de María, las copatronales del 25 de enero al 2 de febrero en honor a la Virgen de Candelaria y una tercera celebración en honor a la Virgen del Rosario, la cual tiene lugar del 24 de septiembre al 7 de octubre en la parroquia Nuestra Señora del Rosario. 
La fiesta copatronal en honor a la Virgen de Candelaria es la más concurrida y esplendorosa, dentro del marco de estas festividades tienen lugar actividades de gran realce que se han convertido con el paso de los años en toda una tradición, entre estas podemos mencionar: La Cabalgata, actividad organizada por la Asociación Hípica de Nueva Concepción, la Feria Ganadera, el Rodeo Internacional, las Carreras Parejeras y el Carnaval Nueveño. 
También desde hace algunos años se lleva a cabo el Festival del Maíz, el cual tiene lugar una vez al año, contando con la participación de reinas, desfiles de carrozas, actividades artísticas, gastronomía, entre otras.

## Salud
En lo referente a servicios de salud públicos, se cuenta con el Hospital Nacional de Nueva Concepción; la Unidad de Salud de Nueva Concepción - la cual brinda servicio las 24 horas-; la Unidad de Salud Potrero Sula (en el cantón del mismo nombre) y la Unidad de Salud de Arracaos (en el caserío del mismo nombre del cantón Chilamates). También existen una cantidad considerable de establecimientos de salud privados, entre los que podemos encontrar: un hospital, laboratorios de análisis clínicos, clínicas médicas, clínicas odontológicas y farmacias. 
En cuanto al bienestar animal existe una clínica veterinaria. 

## Turismo
Actualmente el turismo se encuentra en etapa de desarrollo, debido a la nueva realidad de seguridad que vive el país, y Nueva Concepción no es la excepción, contando para ello con tres hoteles: Hotel Chicunquetzal,  Hotel Villaflor y Hotel Terraza, tres balnearios de propiedad privada, todos ubicados en el área rural del distrito: Splash Parque Acuático, Parque Acuático Río Lempa y Parque Acuático AguAzul, estos dos últimos a orillas del río Lempa, zonas naturales muy populares entre la población, las cuales se conocen con los siguientes nombres: El Vado, Las Cascadas de El Chorrón Nisperal y El Barranco del Sitio Las Flores. Sobre la carretera Longitudinal del Norte se encuentra un mirador turístico el cual ha sido construido por la Alcaldía Municipal, desde ahí se aprecian las montañas cercanas a Nueva Concepción y su área urbana. También existe una iniciativa ciudadana llamada Asociación de Desarrollo Turístico de Nueva Concepción o ATUR-NUEVA, cuya misión es:..."integrar a los sectores productivos, impulsando su desarrollo a través de la promoción de atractivos turísticos de Nueva Concepción". El distrito cuenta con una variada oferta gastronómica que va desde la comida típica (pupuserías, venta de minutas, panes con gallina, elotes locos), pasando por la comida rápida, como pizzerías, ventas de pollo frito, sorbeterías, comedores, hasta los cafés y restaurantes con un variado menú, entre estos últimos podemos encontrar restaurantes de comida mexicana, china y salvadoreña.

## Política
El último alcalde del distrito fue Raúl Peña, quien gobernó el distrito por 9 años, entre 2015-2024 bajo la bandera del partido ARENA. Antes de él, gobernó Félix Portillo por 6 años, quien ha sido el único alcalde de izquierda del distrito, gobernó entre 2009-2015 por el partido FMLN. Aunque el alcalde con mayor duración en el poder fue don Vicente Valle, quien gobernó el distrito por 12 años, entre 1997 y 2009 por el partido ARENA.
Actualmente, el distrito de Nueva Concepción está dentro del nuevo municipio de Chalatenango Centro, el cual es gobernado por Martín Leiva, del partido político Nuevas Ideas para el período 2024-2027.

### Resultados municipales
|  | 38.09 % |

|  | 37.88 % |

|  | 44.76 % |

|  | 26.06 % |

|  | 51.40 % |

|  | 40.23 % |

|  | 44.55 % |

|  | 28.40 % |

|  | 50.53 % |

|  | 26.68 % |

|  | 44.58 % |

|  | 43.80 % |

|  | 41.17 % |

|  | 40.52 % |

|  | 52.17 % |

|  | 37.06 % |

|  | 51.74 % |

|  | 27.87 % |

|  | 33.31 % |

|  | 33.26 % |

|  | 46.83 % |

|  | 36.80 % |

### Resultados presidenciales
|  | 41.33 % |

|  | 30.81 % |

|  | 66.94 % |

|  | 33.06 % |

|  | 60.57 % |

|  | 26.18 % |

|  | 62.76 % |

|  | 31.83 % |

|  | 52.27 % |

|  | 47.73 % |

|  | 47.19 % |

|  | 44.18 % |

|  | 54.87 % |

|  | 45.13 % |

|  | 47.41 % |

|  | 34.42 % |

|  | 78.91 % |

|  | 9.81 % |